# Smaltit
Smaltit är ett mineral och en varietet av skutterudit med underskott av arsenik. Den består av kobolt 28,2 % och arsenik och ofta med något järn och nickel.
F.S. Beudant gav mineralet namnet smaltit 1832 på grund av att det användes vid beredningen av smalt för att producera en blå färg i glasyr och glas.

## Egenskaper
Mineralet är hårt, tungt och har tennvit till stålgrå färg. Vid större halt av nickel kan en övergång till arseniknickelkis uppstå. Genom vittring överdrages smaltit med ett rött beslag av koboltblomma.

## Förekomst
Smaltit förekommer i koboltgångar eller -ådror tillsammans med andra metallers arsenider och sulfider särskilt i Kanada, men även i Tyskland och på andra platser.

## Användning
Smaltit används tillsammans med andra koboltmalmer i färgindustrin samt för framställning av kobolt för användning som legeringsämne, särskilt till stål.